# Emerson Batalla
Emerson Geovanny Batalla Martínez (Tumaco, Nariño; 30 de junio de 2001) es un futbolista colombiano. Juega como extremo y su equipo actual es el E. C. Juventude del Brasileirão Serie A.

## Carrera en clubes

### América de Cali
Emerson Batalla debutó con el equipo profesional de América de Cali el 7 de marzo de 2020 en su partido contra el Once Caldas, entrando al minuto 66 por el jugador Juan Camilo Mesa, el cual quedaría en un empate 1 a 1.
Emerson Batalla marcó su primer gol como profesional para el América de Cali en el Clásico Vallecaucano contra el Deportivo Cali en el  Estadio de Palmaseca de la ciudad de Palmira por la fecha 9 del Torneo Finalización, marcando al minuto 17 para darle la victoria a su equipo por 0 a 1, cortando una racha de 4 partidos sin ganar.

### C. A. Talleres (Cba)
Fue adquirido por Talleres de Córdoba con miras a disputar la Copa Libertadores. El club argentino adquirió el 50% de los derechos deportivos del delantero.

### C. A. Patronato
Fue cedido al Club Atlético Patronato, con el cual marcó un gol y ganó el título de la Copa Argentina.

### D. Independiente Medellín
El día 29 de diciembre de 2022 se confirma la cesión de Emerson Batalla desde Talleres de Córdoba al Independiente Medellín por toda la temporada 2023 de cara a la Copa Libertadores y a la Liga Betplay.

## Palmarés
| Título                | Club            | País      | Año  |
| --------------------- | --------------- | --------- | ---- |
| Campeonato Colombiano | América de Cali | Colombia  | 2020 |
| Copa Argentina        | Patronato       | Argentina | 2022 |